# Sanfilippodytes corvallis
Sanfilippodytes corvallis är en skalbaggsart som först beskrevs av Henry Clinton Fall 1923.  Sanfilippodytes corvallis ingår i släktet Sanfilippodytes och familjen dykare. Inga underarter finns listade i Catalogue of Life.